# كاتارزينا كوالسكا
كاتارزينا كوالسكا (بالبولندية: Katarzyna Kowalska)‏ هي عداءة المسافات الطويلة بولندية، ولدت في 7 أبريل 1985 في Lipno, Lipno County ‏ في بولندا.

## وصلات خارجية
- كاتارزينا كوالسكا على موقع الاتحاد الدولي لألعاب القوى (الإنجليزية)
- كاتارزينا كوالسكا على موقع الاتحاد الأوروبي لألعاب القوى (الإنجليزية)
- كاتارزينا كوالسكا على موقع الرابطة البولندية لألعاب القوى (البولندية)
- كاتارزينا كوالسكا على موقع الدوري الماسي (الإنجليزية)
- كاتارزينا كوالسكا على موقع اللجنة الأولمبية الدولية (الإنجليزية)
- كاتارزينا كوالسكا على موقع أوليمبيديا (الإنجليزية)
- كاتارزينا كوالسكا على موقع اللجنة الأولمبية البولندية (مؤرشف) (البولندية)